# Consolation (littérature)
Pour les articles homonymes, voir Consolation.

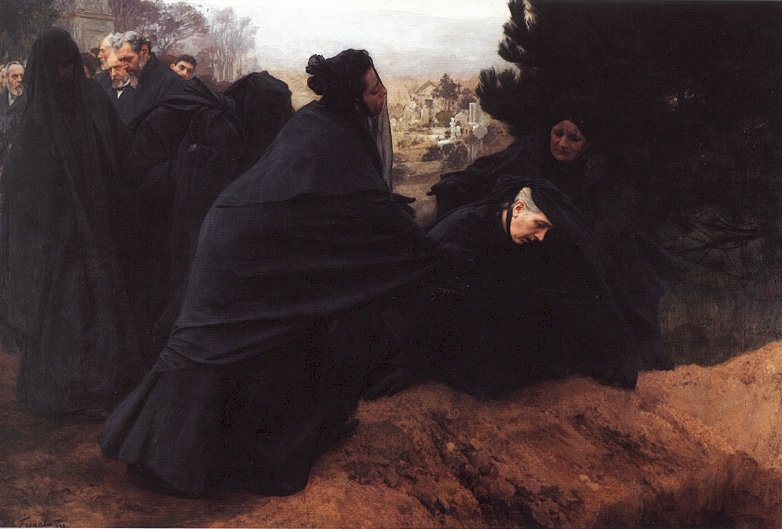
Émile Friant - La Douleur - 1898

La consolation (ou « consolatio » en latin) est un genre littéraire argumentatif qui a pour objet de consoler des affligés frappés par un malheur, le plus souvent la mort d'un être cher. Ce genre philosophique et rhétorique de l'Antiquité (Platon, Cicéron, Sénèque) trouve son apogée avec la Consolation de Philosophie de Boèce au début du VIe siècle qui servira de modèle au genre consolatoire prisé aux XVIe et XVIIe siècles et qu’illustre le poème célèbre de François de Malherbe, paru en 1607, Consolation à M. du Périer sur la mort de sa fille : « Ta douleur, du Périer, sera donc éternelle... » .

## Historique
La Consolation est initiée par les philosophes de l'Antiquité grecque en particulier les Stoïciens, qui valorisent la dignité de l'homme dans l'infortune en l'opposant à la faiblesse de caractère des femmes et des barbares, et les Platoniciens pour lesquels le destin du corps n'est rien à côté du destin de l'âme. Elle trouve un écho important dans la littérature romaine à la fin de la République, avec Cicéron (Tusculanes 45 av. J.-C. et un texte perdu Consolatio pour la mort de sa fille), Sénèque (Ad Marciam Consolatio, 37) ou à la fin du Ier siècle apr. J.-C. avec Plutarque qui écrit en grec (Consolation à Apollinios - Consolation à sa femme Timoxène au sujet de la mort de leur fille). 

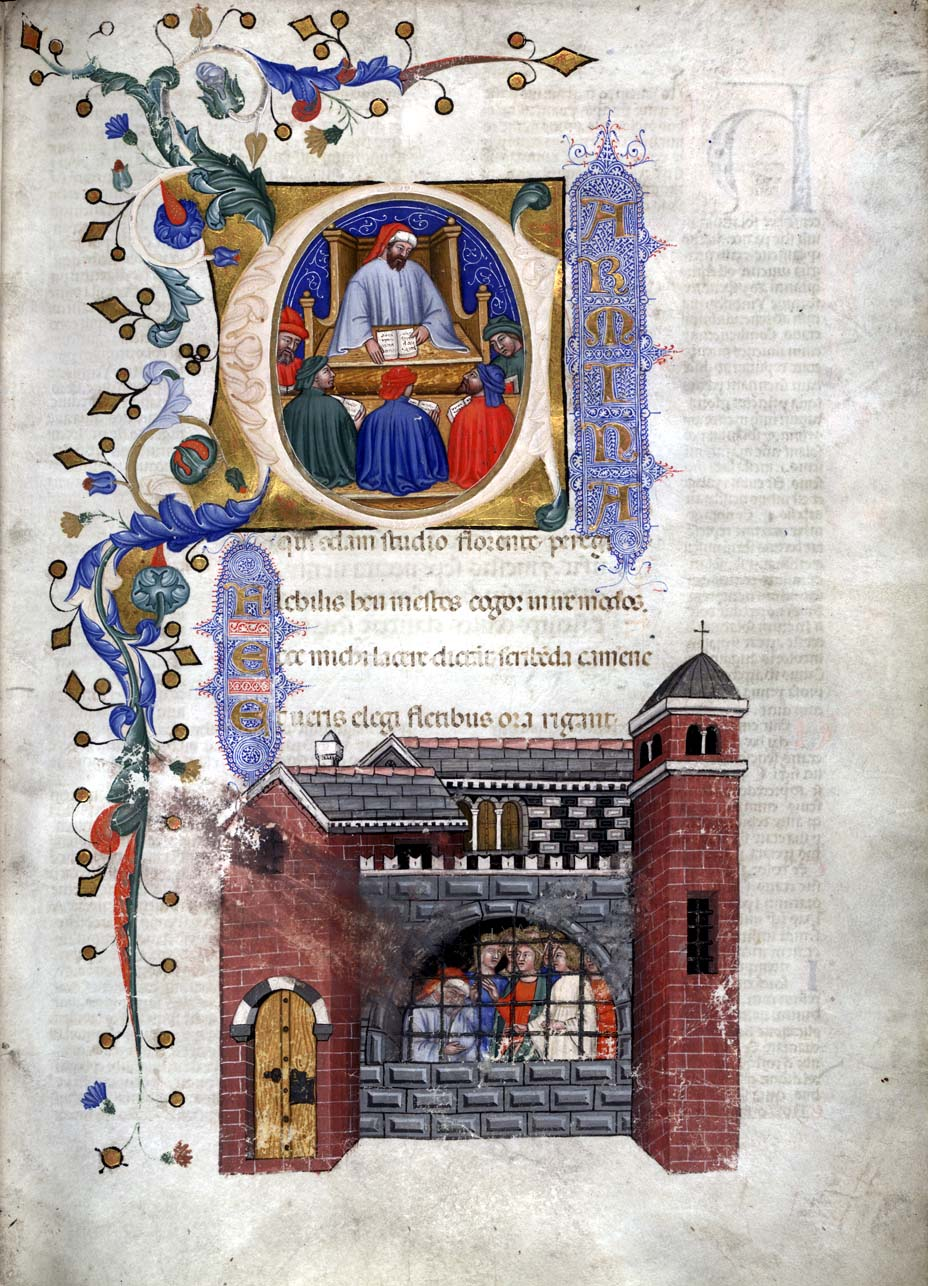
Miniature de 1385 représentant Boèce enseignant et emprisonné

Le genre trouve son chef-d’œuvre au début du VIe siècle  avec l'écrivain latin  Boèce et sa Consolation de Philosophie (524-525), dans laquelle Dame Philosophie argumente dans un dialogue rhétorique pour le « soigner et guérir » avec le malheureux injustement condamné à mort par le pouvoir. L'auteur y développe en mêlant parties en vers et parties en prose les lieux communs de la consolation antique sans références chrétiennes . Cette œuvre néoplatonicienne aura une très grande influence philosophique tout au long du Moyen Âge et sera complétée par un argumentaire chrétien nourri par saint Jérôme, saint Ambroise et saint Augustin : humble acceptation de la volonté divine impénétrable (méditation sur l’existence du mal) et l'accession à la proximité de Dieu dans la mort où se rejoindront les êtres chers.
Elle inspirera aussi le genre littéraire qui connaît à la suite de Pétrarque au XIVe siècle (Les Remèdes aux deux fortunes = De remediis utriusque fortunœ 1354-1366) et de la redécouverte des œuvres antiques à la Renaissance un large développement aux XVIe et XVIIe siècles (Thomas More, Marguerite de Navarre, Jean-Baptiste Chassignet, Théophile de Viau...). L'exemple emblématique dans la littérature française reste la Consolation à M. du Périer sur la mort de sa fille de François de Malherbe, poème écrit à la fin du XVIe siècle et paru en 1607.

## Forme et arguments
La forme est essentiellement celle du dialogue fictif entre l'affligé et un consolateur (ami, allégorie, une part de soi) ou de l'adresse (lettre, poème). La tonalité est grave, mêlant fonction émotive (expression de la douleur et lyrisme) et conative (volonté de persuader par une série d'arguments rationnels).
La rhétorique antique développe les arguments d'une « médecine de l'âme » qui rejoignent la sagesse populaire que véhicule aussi la Bible (Genèse, Livre de Job, Ecclésiaste…) et deviennent des lieux communs :  
- l'acceptation raisonnable des lois de la nature et de la Fortune (= nous devons tous mourir, nous sommes les jouets de la destinée), « Souviens-toy que tu n’es que cendre » Pierre Motin
- la vanité du monde et la fausse félicité des plaisirs du vulgaire proche de l'animal (thème cher à la poésie baroque),
- la pensée néoplatonicienne de l'accès au souverain Bien par le détachement de l'enveloppe corporelle :

« Pour que ton œil voie

De la Vérité

La sainte beauté,

Pour suivre sa voie

Avec fermeté,

Renonce à la joie,

Bannis de ton cœur

L’espoir et la peur ;

Brave la douleur ! » 

Boèce, La consolation philosophique, LIV. I.
« Tous les hommes, si divers que soient les soucis qui les travaillent, s’efforcent d’arriver, par des routes différentes, il est vrai, à un seul et même but : la béatitude. J’entends par là ce bien suprême, au delà duquel, une fois qu'on le possède, il n’y a plus rien à désirer. » Boèce, La consolation philosophique, Livre III .
- l'insistance stoïcienne sur la grandeur d'âme face à la douleur et aux passions destructrices.

« Ce qui prouve qu'il n'est pas naturel de succomber à ces deuils, à ces déchirements, c'est qu'ils sont plus douloureux à la femme qu'à l'homme, plus aux barbares qu'aux peuples de mœurs douces et civilisées, plus aux ignorants qu'aux esprits éclairés. » Sénèque Consolation à Marcia
- la relativisation des maux, l'existence de maux plus terribles auquel on échappe par la mort,
- l'espérance d'autres bonheurs à venir :

« Quelques jours sont perdus ; mais le bonheur encore, 

Peut fleurir sous mes yeux comme une fleur d'été ! »
Alphonse de Lamartine (1790-1869)  Nouvelles méditations poétiques (1823) : Consolation,
S'ajouteront les arguments chrétiens:
- la nécessaire acceptation de la volonté impénétrable de Dieu :

« Peut-être est-il utile à vos desseins sans nombre

Que des êtres charmants

S'en aillent, emportés par le tourbillon sombre

Des noirs événements. » 

Victor Hugo – À Villequier (Les Contemplations)
- et l’espérance de la félicité de la vie éternelle :

« Je dis que le tombeau qui sur les morts se ferme

Ouvre le firmament ;

Et que ce qu'ici-bas nous prenons pour le terme

Est le commencement ; » Hugo - ibidem

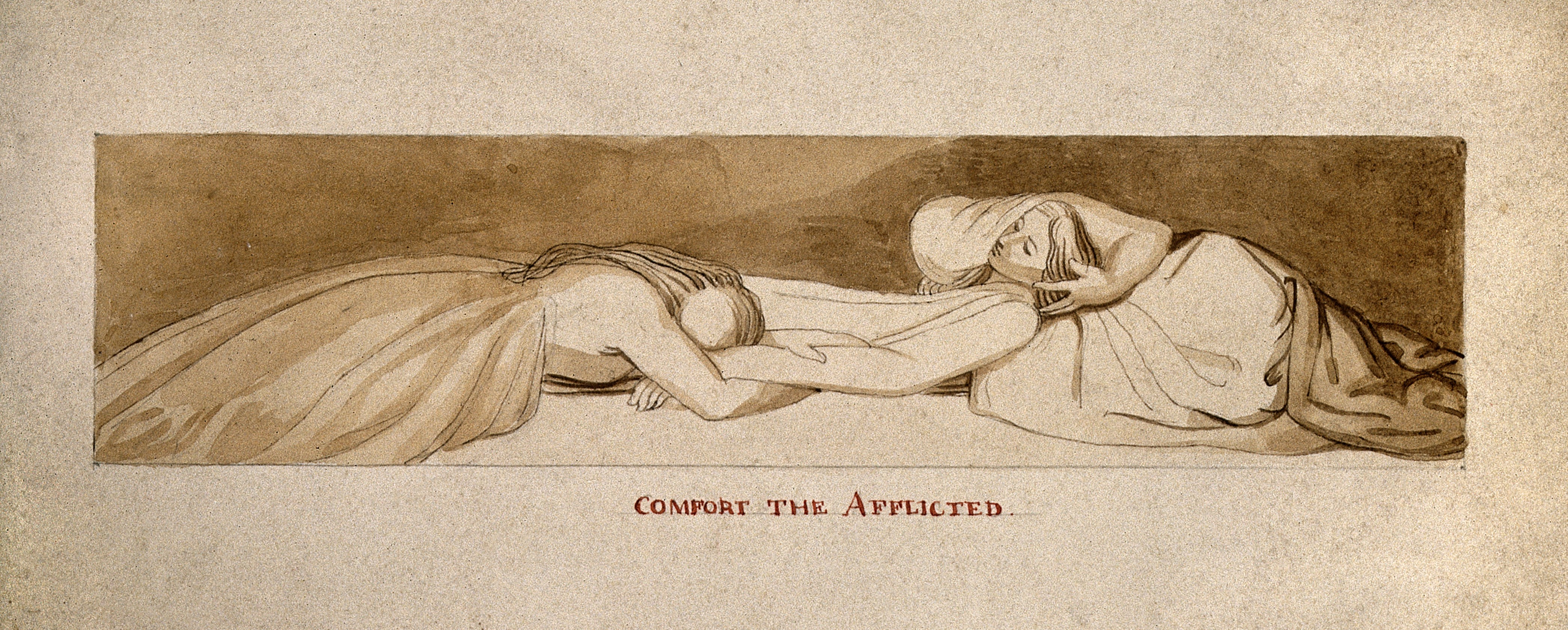
Pleurs

## Œuvres notables se rattachant à la Consolation
- Platon : Phédon - Socrate console ses disciples de sa disparition annoncée
- Platon : Axiochos (apocryphe)- Socrate s'adresse à un vieillard qui va mourir
- Crantor : Sur le deuil (texte perdu)
- Cicéron : Tusculanes - débat sur le chagrin et l'homme sage
- Cicéron : Consolatio (texte perdu) - monologue après la mort de sa fille
- Cicéron : Le songe de Scipion - dialogue sur la condition humaine et l'inanité des grandeurs terrestres par rapport au Souverain Bien
- Plutarque : Consolation à sa femme, Consolation à Apollonios
- Saint Augustin : Soliloquia (vers 386-387) - dialogue avec la Raison sur le malheur de l'homme qui trouvent leur résolution dans la connaissance du Bien véritable et de Dieu
- Sénèque : Consolation à sa mère Helvia, Consolation à Marcia, Consolation à Polybus
- Pétrarque :  Les Remèdes aux deux fortunes ( De remediis utriusque fortunœ) (1354-1366) - dialogue entre Dolor et Ration sur la mauvaise Fortune et les moyens de s'en consoler (argumentation antique et chrétienne mêlée)
- Thomas More : Dialogue of comfort against tribulation (1534) - argumentation sur la crainte de la torture et de la mort qui mène à l'apostasie dans le contexte des persécutions catholiques dans l'Angleterre d'Henri VIII
- Marguerite de Navarre :  Dialogue en forme de vision nocturne (composé en 1524, publié en 1533) - dialogue avec sa jeune nièce morte qui revient la consoler.  Second dialogue consolatoire, La Navire (1547) : son frère, François Ier, lui apparaît sous la forme d'une vision et dialogue avec elle pour la consoler et la sermonner.
- Guillaume Du Vair : De la constance et consolation es calamitez publiques (1594)
- Montaigne : Essais, livre III, chapitre 4 (1re publication de la version définitive en 1595) - arguments consolatoires contre la peine amoureuse, la douleur de la mort d'un proche, les souffrances de la gravelle, etc.
- Jean-Baptiste Chassignet (1571 – 1635) : Mespris de la vie et consolation contre la mort (1594) Mortel pense quel est dessous la couverture

« Puis connoissant l’estat de ta fragilité,

Fonde en Dieu seulement, estimant vanité

Tout ce qui ne te rend plus sçavant et plus sage. »
- François de Malherbe Consolation à M. du Périer sur la mort de sa fille  publication 1607

« Le malheur de ta fille au tombeau descendue 

Par un commun trépas, 

Est-ce quelque dédale où ta raison perdue 

Ne se retrouve pas ? »
- Théophile de Viau (1590-1626) Consolation A M.D.L..

« Arrête donc ces pleurs vainement répandus; 

Laisse en paix ce destin que tes douleurs détestent; 

Il faut, après ces biens que nous avons perdus, 

Sauver ceux qui nous restent. » 
- Françoise-Gabrielle de Mitry : Consolation à l’impératrice régnante sur la mort de l'Archiduc d'Autriche son Fils 1717

« Que l'amour cède à la raison ;

Le mal qui n'a point de remède

Ne doit avoir qu'une saison. »
- Alphonse de Lamartine (1790-1869) : Nouvelles méditations poétiques (1823) - Consolation
- Victor Hugo : Les Contemplations - À Villequier
- Sully Prudhomme (1839-1907) Stances et poèmes (1865). Consolation

« Le cœur s'indigne... Dieu qui frappe 

Use du droit de consoler. ».